# Imperator totius Hispaniae
Imperator totius Hispaniae —traduït del llatí com a «emperador de tota Hispània»— fou un títol que va néixer com a concepte de la mà dels monarques del Regne de Lleó, almenys, al segle x. Es va usar esporàdicament durant diversos segles posteriors, segons els reis de l’Espanya cristiana lluitaven per la supremacia. Durant l’edat mitjana, el topònim llatí Hispania, les seves deformacions (com «Yspania» o «Spania») o qualsevol de les seves versions romàniques (com «Espanya» o altres variants com «Espanna») s’usaven, en singular o plural, per referir-se al conjunt de la península Ibèrica.
Aquest títol va ser adoptat des del segle x pels monarques lleonesos per defensar la supremacia política de Lleó enfront dels altres regnes peninsulars que es formaven. Els reis lleonesos aspiraven a restaurar l'estat hispanogot, ja que es consideraven hereus directes de l'últim monarca visigot, Don Rodrigo.
Al segle ix, s’inicia la idea imperial amb el regnat d’Alfons III d’Astúries, anomenat magnus imperator o imperator noster; i adopten el títol d'emperador, Ordoño II (imperator legionense), Ramir II (magnus basileus), Ramir III, Alfons V, Bermudo III i potser Sanç III de Pamplona després d’heretar Lleó i Castella (encara que aquest títol només es documenta en una moneda d’exemplar únic, avui atribuïda al regnat d’Alfons VII de Lleó), Ferran I fou anomenat rex imperator, i Alfons VI de Lleó es titulà Imperator totius Hispaniae el 1077. Urraca I de Lleó (1109–1126) també es proclamà imperatrix totius Hispaniae.
El 1135, Alfons VII fou coronat solemnement emperador a Lleó. Entre els seus vassalls hi havia els reis d’Aragó, Navarra i Portugal, el comte Ramon Berenguer IV del Comtat de Barcelona i diversos monarques musulmans, els quals, a la mort de l’emperador el 1157, rebutjaren la teòrica supremacia política del títol.
| Imatge | Emperador                       | Títol                       | Font                       |
| ------ | ------------------------------- | --------------------------- | -------------------------- |
|        | Alfons III d'Astúries (866–910) | Hispaniae imperator         | Documents del seu regnat   |
|        | Alfons VI de Lleó (1065–1109)   | Imperator totius Hispaniae  | Any 1077                   |
|        | Urraca I de Lleó (1109–1126)    | Imperatrix totius Hispaniae | Any 1109                   |
|        | Alfons VII de Lleó (1126–1157)  | Imperator totius Hispaniae  | Any 1135, coronació a Lleó |

## Antecedents
Des de l’any 910 es documenta l’ús del títol de imperator («emperador») per part dels reis de Lleó. A la mort d’Alfons III, els seus descendents Ordoño II i Ramir II el van anomenar Magni Imperatoris; així mateix, consta l’ús de imperator als diplomes de l’època.
Durant les primeres dècades del segle xi, l’abat Oliba es va referir als reis de Lleó, Alfons V i Bermudo III, com a imperatores, i així mateix Sanç Garcès I és anomenat Obtime Imperator al Còdex de Roda.
L’any 1034, la ciutat imperial de Lleó fou conquerida per Sanç III de Pamplona, anomenat el Major, i s’ha plantejat l’existència d’una moneda amb la llegenda «Imperator» i Naiara (Nájera). Però actualment, la moneda amb les inscripcions «Naiara» i «Imperator», durant molt temps atribuïda a Sanç III el Major, es considera posterior; i les afirmacions que sostenien que ell es va intitular imperator manquen de fonament.

## Evolució

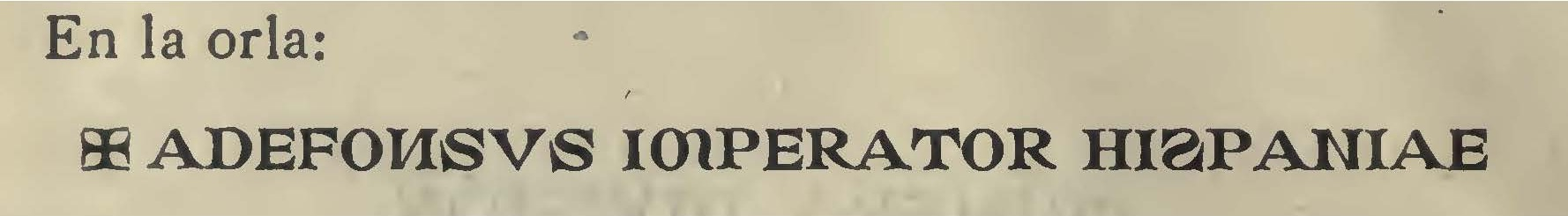
Segells reials. Alfons VII de Lleó va regnar des de 1126 fins al 1157. En aquest segell s'anomena a Alfons VII «Emperador d’Espanya», com ja ho fou abans Alfons VI.

L’any 1077, Alfons VI, que reunificà l’herència del seu pare, es coronà «Imperator totius Hispaniae». Casà la seva filla i hereva, Urraca (reina de Lleó i Castella), amb Alfons el Bataller, rei de Navarra i Aragó. Després de la mort d’aquest l’any 1109, el Bataller començà a usar el títol d’imperator en els seus documents, tot i que en les seves monedes només figurava com a rex. Alfons el Bataller morí el 1134.
Altres sobirans també feren servir en aquella època títols similars; així, Ramon de Borgonya, gendre d’Alfons VI de Lleó i Castella, es denomina «Totus Gallicorum Imperator» a la seva tomba a la Catedral de Santiago de Compostel·la, i el mateix Alfons VI de Lleó i Castella era anomenat «Gallicae Regie» segons les cròniques de Guillem de Malmesbury.
L’any 1135, Alfons VII de Lleó fou coronat «Imperator totius Hispaniae» a la Catedral de Lleó, tot i que més sovint se l’anomena «Rei de Lleó» a la Chronica Adefonsi imperatoris i així es reflecteix també a la seva moneda. Aquest intentà reforçar el seu títol mitjançant el patrocini a l’Església, la Reconquesta i l’annexió dels regnes veïns, motiu pel qual ha passat a la història amb el sobrenom d’«Emperador». El seu regne es dividí després de la seva mort, el 1157, i el títol imperial caigué definitivament en desús.